# هارولد كيو. ماسور
هارولد كيو. ماسور (بالإنجليزية: Harold Q. Masur)‏ (29 يناير 1909، نيويورك في الولايات المتحدة - 16 سبتمبر 2005، بوكا راتون في الولايات المتحدة)؛ محامي، كاتب وروائي أمريكي. درس في جامعة نيويورك.

## روابط خارجية
- هارولد كيو. ماسور على موقع IMDb (الإنجليزية)